# Zittergras-Segge
Die Zittergras-Segge (Carex brizoides), auch Alpengras, Seegras-Segge, Waldhaar oder Rasch, genannt ist eine Pflanzenart aus der Gattung der Seggen (Carex) innerhalb der Familie der Sauergrasgewächse (Cyperaceae). Für die Region Kärnten ist auch der Trivialname Sacher belegt.

## Beschreibung

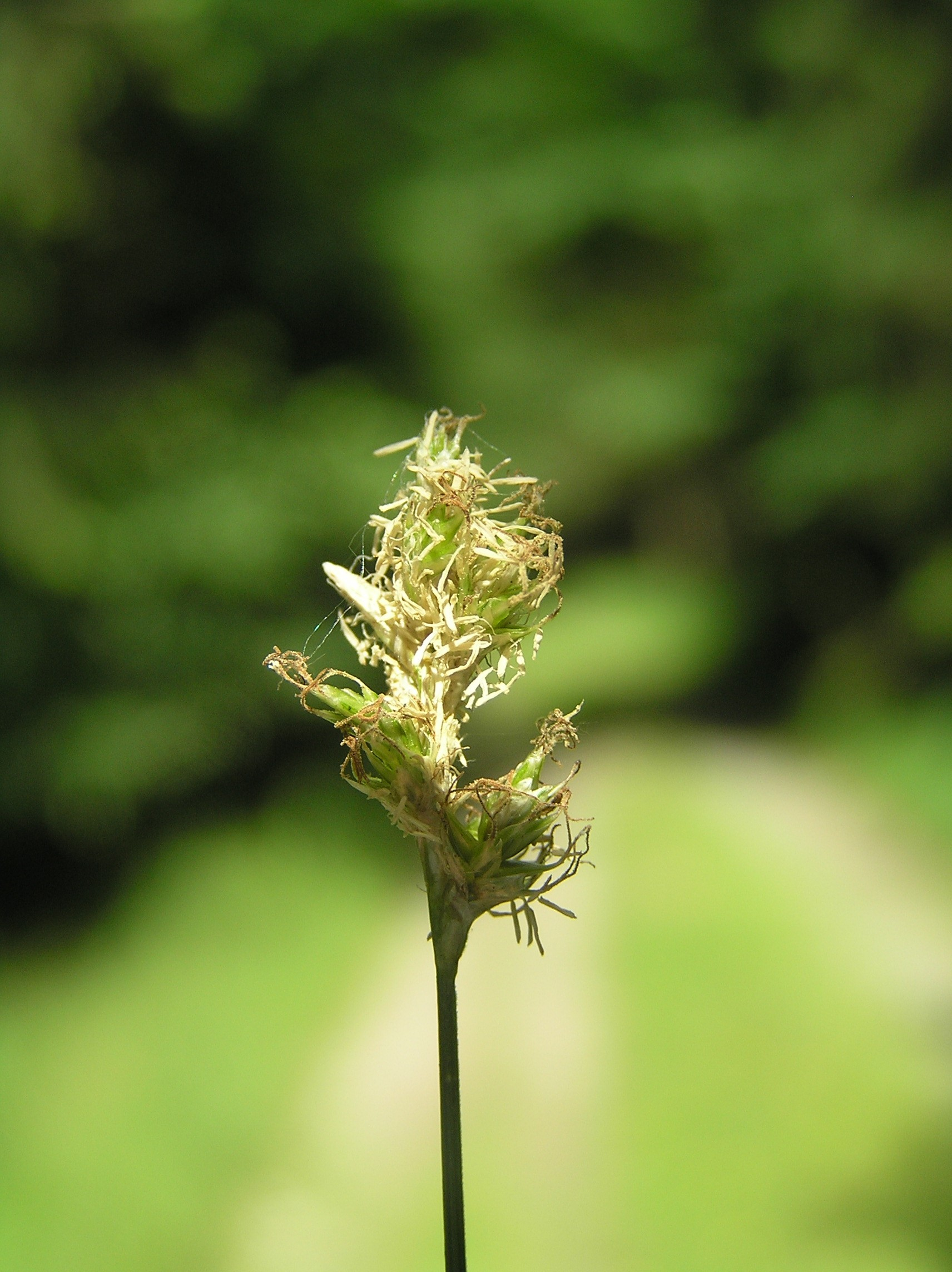
Blütenstand

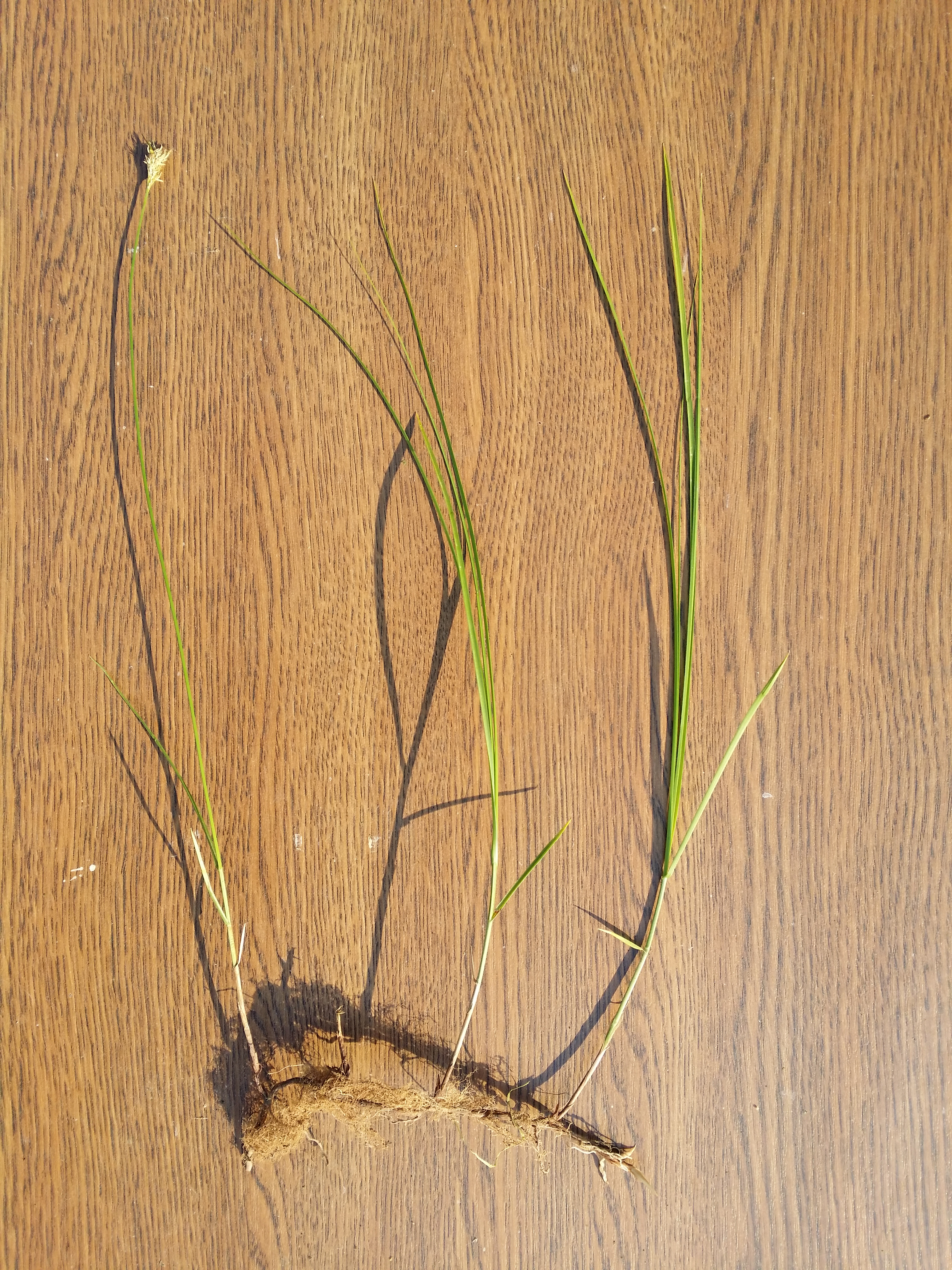
Habitus mit Rhizom

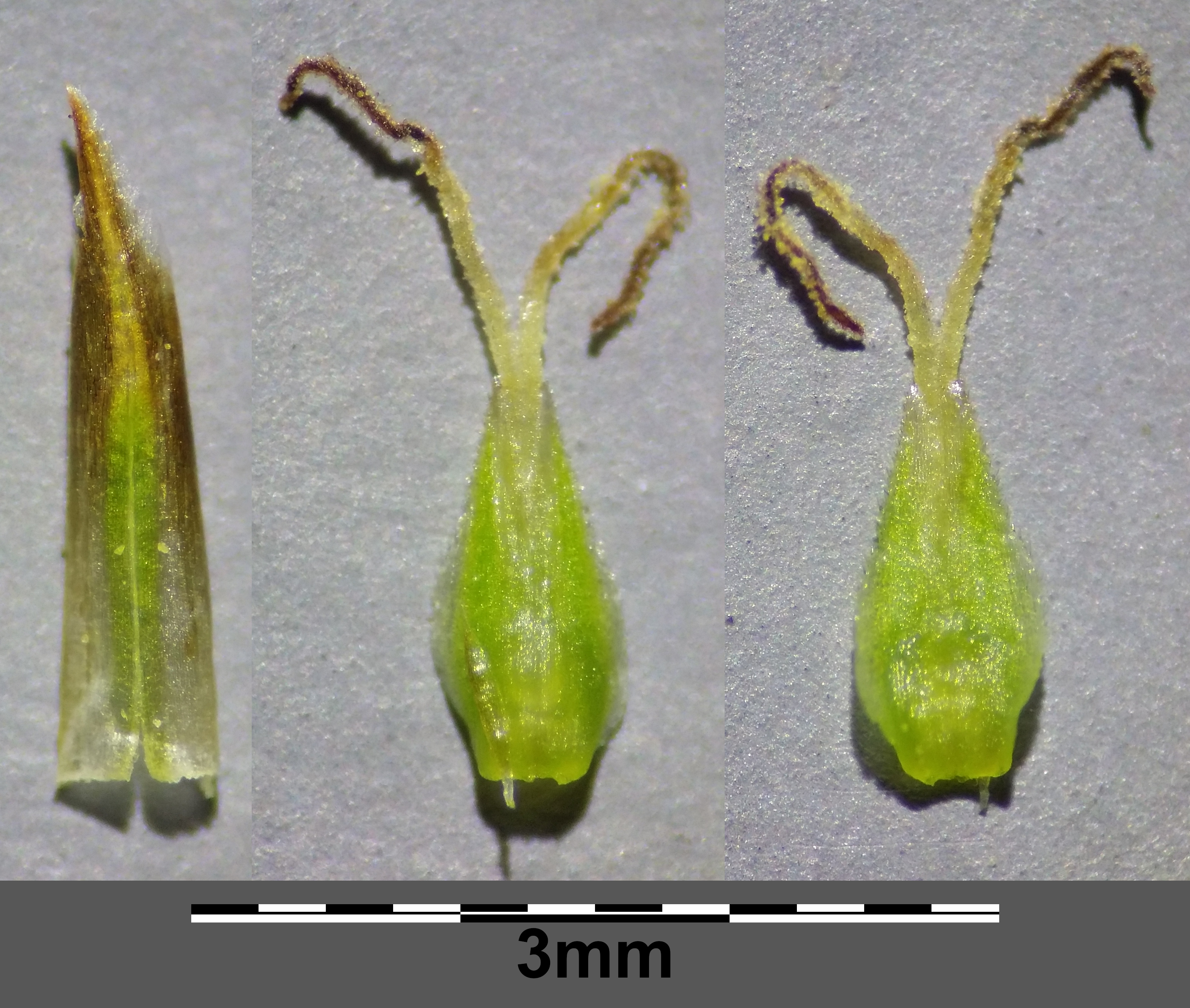
Fruchtknoten mit Narben

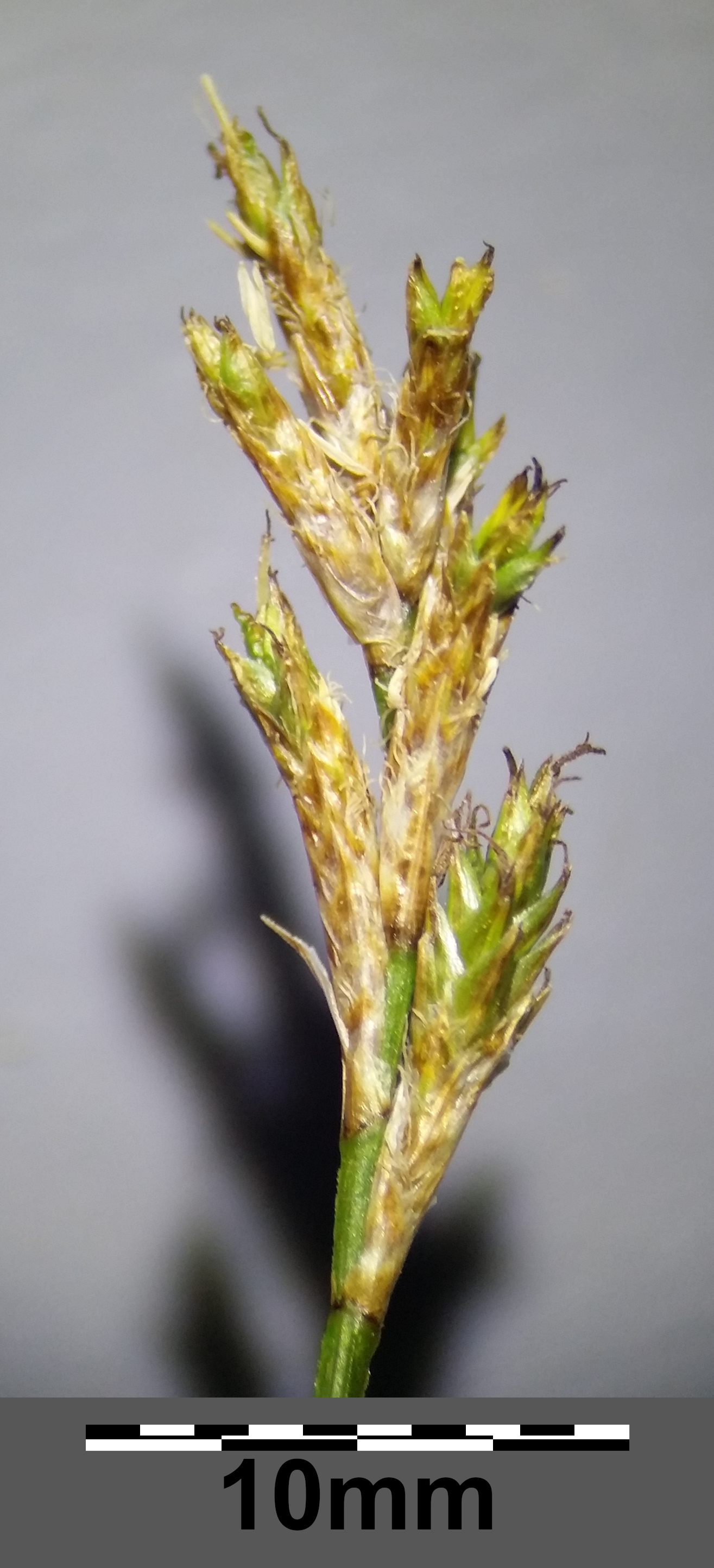
Fruchtstand

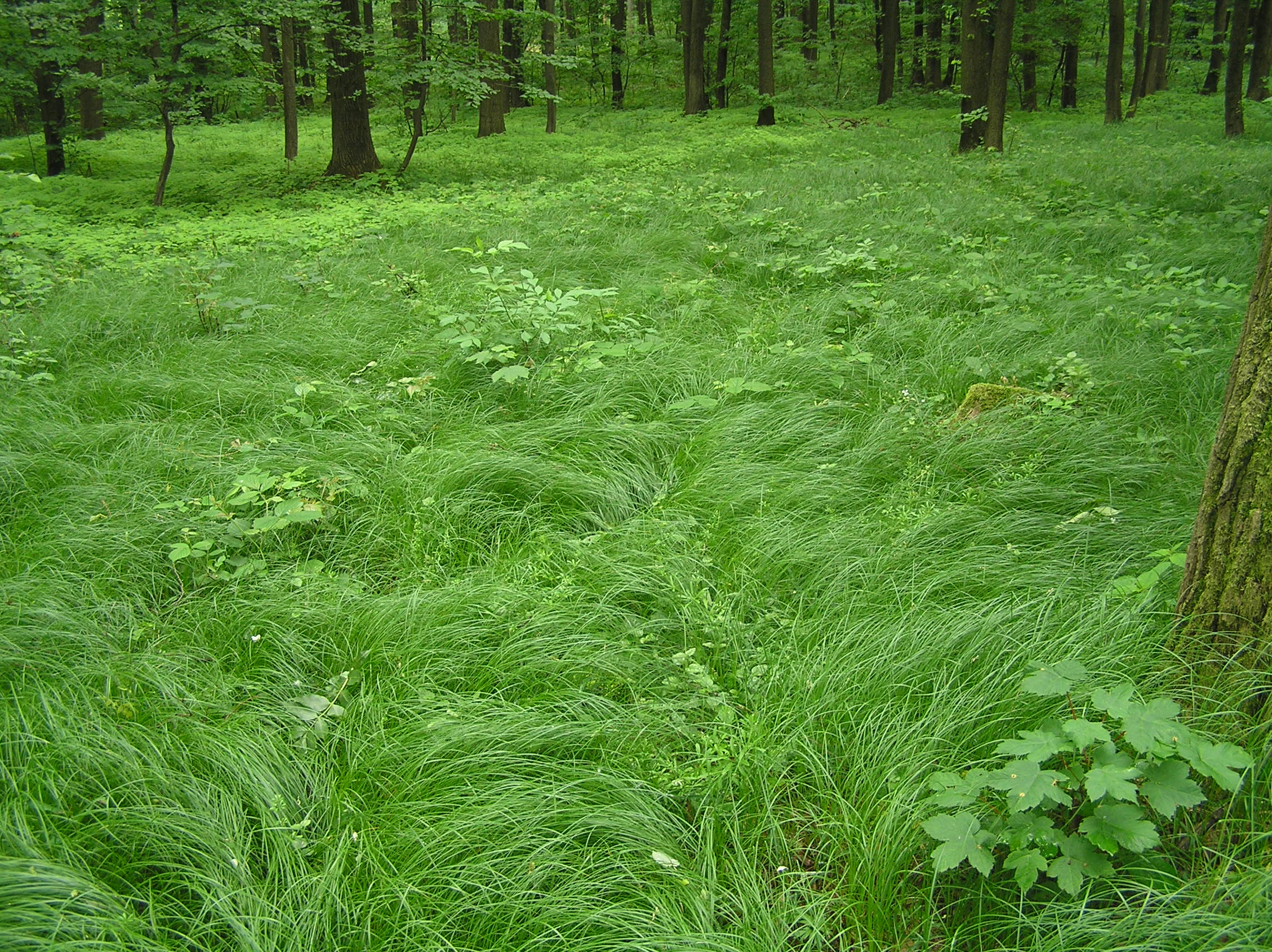
Zittergras-Segge, bestandsbildender Aspekt im Wald

### Vegetative Merkmale
Die Zittergras-Segge ist eine ausdauernde krautige Pflanze, die Wuchshöhen von meist 25 bis 60 Zentimetern erreicht, aber in feuchtwarmen Jahren weit über 1 Meter erreichen kann. Oft ist sie bestandsbildend und wächst in ausgedehnten, dichten Rasen. In diesem Zustand sehen die Bestände aus wie ein wogender See, woher diese Pflanzenart ihren Namen hat. Ihr Rhizom ist lang kriechend, braun, 1 bis 1,5 Millimeter dick und mit braunen Blattscheiden bedeckt. Sie besitzt lange, schlaffe, übergebogene bis fast liegende Laubblätter und Stängel. Der scharf dreikantige Stängel ist anfangs aufrecht, später bogenförmig übergeneigt und zur Blütezeit meist kürzer als die Laubblätter. Die Blattspreiten sind flach oder rinnig, 1,5 bis 3 Millimeter breit, an den Rändern und am Nerv rau und gras-grün. Das Blatthäutchen ist sehr kurz, bogenförmig bis abgerundet dreieckig und breiter als lang.

### Generative Merkmale
Die Blütezeit dauert von Mai bis Juni. Der ährenförmige Blütenstand ist 2 bis 3 Zentimeter lang und enthält meist vier bis acht, selten bis zu 16 Ährchen. Die Ährchen sind büschelig gedrängt, am Grunde männlich und oben weiblich. Die Ährchen sind bei einer Länge von 8 bis 9 Millimetern schmal-lanzettlich, zur Fruchtzeit verkehrt-eiförmig und meist ein wenig nach abwärts gekrümmt. Die Spelzen sind bei einer Breite von etwa 1,5 Millimetern schmal-länglich bis eiförmig mit ziemlich stumpfem oberen Ende, weißlich glänzend, mit grünem Kiel und zuletzt oft gelblich. Die abstehenden Schläuche sind bei einer Länge von 3 bis 4 Millimetern lang und bei einer Breite von etwa 1 Millimeter schmal-lanzettlich, stark abgeflacht, vom Grund an geflügelt, grün und aus breit eiförmigem Grund plötzlich in den Schnabel zusammengezogen. Es sind zwei Narben vorhanden.
Die Frucht ist bei einer Länge von bis zu 2 Millimetern sowie bei einer Breite von etwa 1 Millimeter sehr klein.
Die Chromosomenzahl beträgt 2n = 58.

## Vorkommen
Das Verbreitungsgebiet der Zittergras-Segge reicht von Mittel- und Südeuropa bis zur Ukraine und zur nordwestlichen Türkei. Es gibt Fundortangaben für Spanien, Frankreich, Italien, die Schweiz, Österreich, Deutschland, Belgien, die Niederlande, Polen, Tschechien, die Slowakei, Ungarn, Slowenien, Serbien, Kroatien, Bosnien und Herzegowina, Montenegro, den Kosovo, Albanien, Rumänien, Moldau, den europäischen Teil der Türkei, die Ukraine, Belarus, Litauen, Lettland, Estland und den nordwestlichen Teil des europäischen Russlands. Die Zittergras-Segge ist in Mitteleuropa verbreitet vor. Die Zittergras-Segge kommt in Süd- und Südwestdeutschland stellenweise sehr häufig vor.
Die Zittergras-Segge kommt in Mitteleuropa in Nadelholzforsten, Gebüschen, Säumen, Schlägen, waldnahen Frisch- und Feuchtwiesen sowie deren Brachen, aber auch in Laubmischwäldern vor. Sie wächst auf stau- bis sickerfeuchten, basen- und nährstoffarmen, mäßig sauren, humosen Sand- und Lehmböden mit zeitweise hochstehendem oder durch Verdichtung gestauten Bodenwasser. Sie ist ein Vernässungs- und Verdichtungszeiger. Sie gedeiht in Pflanzengesellschaften der Verbände Alno-Ulmion, Carpinion, Fagion oder Calthion. In den Allgäuer Alpen steigt sie nur wenig über eine Höhenlage von 1000 Metern auf, erreicht aber in der Bayerischen Alpen 1400 Meter.
Die ökologischen Zeigerwerte nach Landolt et al. 2010 sind in der Schweiz: Feuchtezahl F = 3+w+ (feucht aber stark wechselnd), Lichtzahl L = 3 (halbschattig), Reaktionszahl R = 2 (sauer), Temperaturzahl T = 4 (kollin), Nährstoffzahl N = 2 (nährstoffarm), Kontinentalitätszahl K = 4 (subkontinental).

## Nutzung
Früher wurde die Zittergras-Segge als Polstermaterial so stark benutzt, dass in einzelnen Waldungen des Rheintals das Einkommen aus dieser Nebennutzung den Ertrag aus der Holzproduktion überstieg. Es wurde durch Ausrupfen (in Oberösterreich durch Mähen) gewonnen und an sonnigen Orten getrocknet. Man drehte mit einfachen Maschinen Seile daraus und brachte es in dieser Form in den Handel. Durch diese sogenannte Seegrasspinnerei kräuselt sich das Material und ist zur Füllung von Matratzen dem zuvor verwendeten Stroh deutlich überlegen. Vor allem während der Weltkriege, als Fasermaterial knapp und der Bedarf an Feldbetten hoch war, war Seegras in Mode. Einen letzten Höhepunkt erlebte die Seegrasspinnerei während des Koreakriegs, bevor es durch Kunststoffe abgelöst wurde. In geringerer Menge benutzte man das Alpengras auch zu Flechtarbeiten, wie Tragbändern, Schuhen, Matten etc. Hierfür darf es aber nicht versponnen werden, sondern soll glatt bleiben.